# 견과 껍질

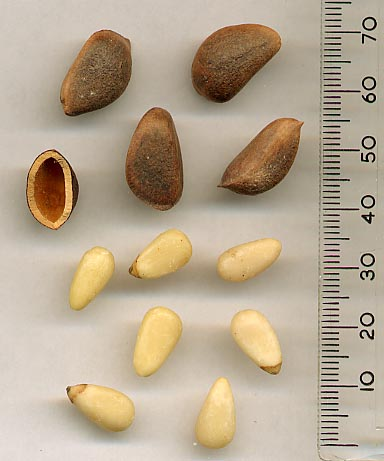
잣나무의 견과. 껍질이 있는 것과 껍질 (위), 껍질이 없는 것 (아래)

견과 껍질은 견과의 바깥 껍질이다. 대부분의 껍질은 먹을 수 없으며 껍질을 제거하여야 그 안의 견과살을 먹을 수 있다. 영어로 넛셸(nushell)이라고 부르는데, 이는 먹을 수 있는, 견과의 필수적인 부분을 은유적으로 나타내는 본질을 의미하기도 한다.

## 이용
대부분의 견과 껍질은 상황에 따라 어느 정도 유용성이 있다. 호두 껍질은 청소와 광내기, 다이너마이트의 필러, 도료에 사용이 가능하다. 피칸, 아몬드, 브라질너트, 도토리, 그리고 그 밖의 대부분의 견과들은 퇴비에 유용히 사용된다.
이것들의 높은 공극률은 열분해에 의한 활성탄 제작에 이상적이기도 하다.
껍질은 포장 시 깨지지 쉬운 물건을 보호하기 위한 포장 자재로 사용될 수도 있다.